# Alchimie byzantine

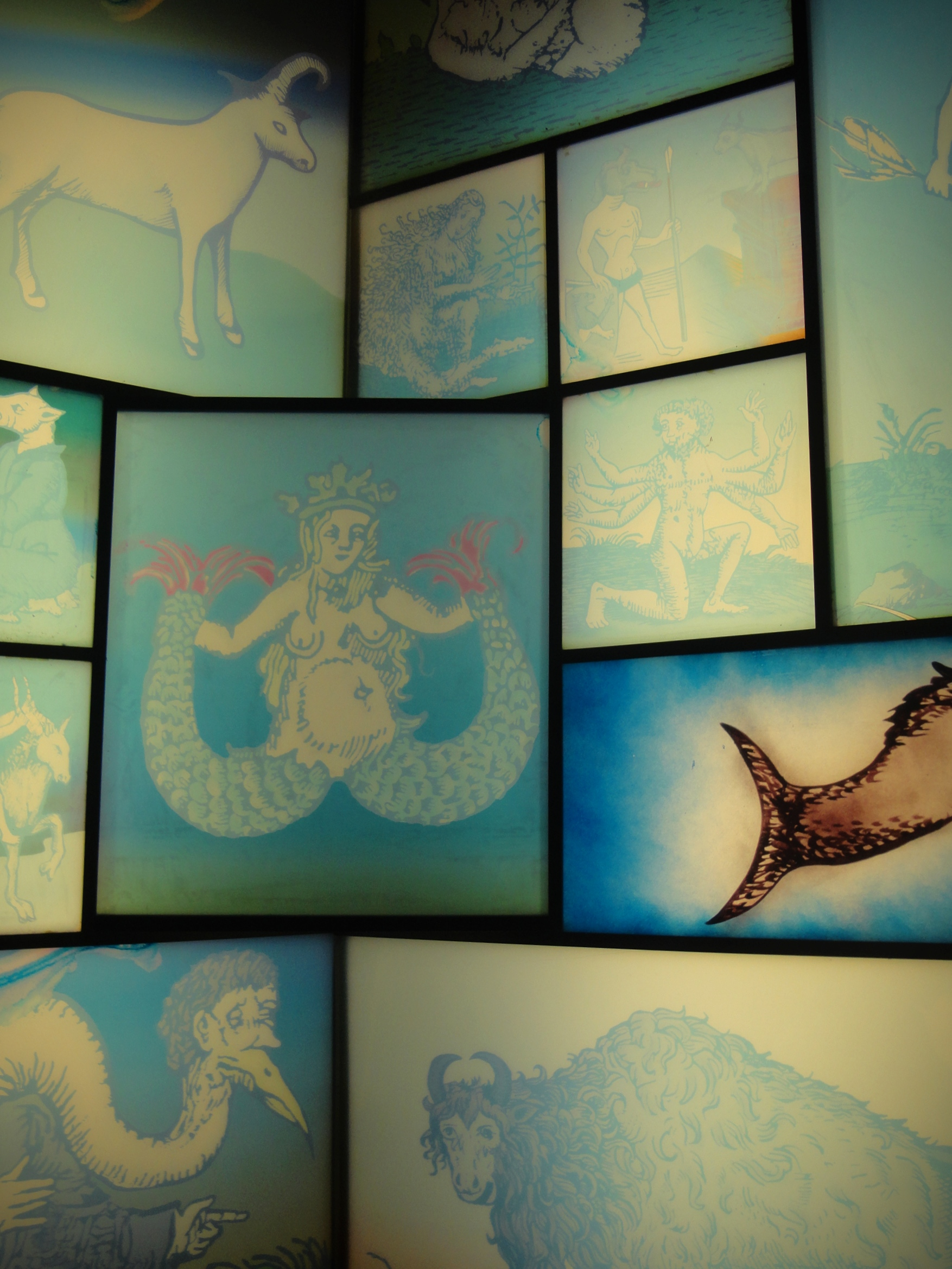
Un iconographie représentant les sciences de l'alchimie.

L'alchimie dans le monde byzantin fait partie d’un ensemble de pratiques scientifiques héritées des civilisations de l'Antiquité, tel que les Grecs, les Romains, les Égyptiens et les Mésopotamiens, que les intellectuels byzantins ont étudié, enseigné et transmis au travers des institutions scientifiques comme l'université de Constantinople. 

## Historique
Pour les civilisations de l’Antiquité, l’alchimie est un processus de coloration permettant de modifier des objets (le plus souvent des métaux) afin de leur donner une nouvelle valeur. La modification se fait à l'aide de teintures ou d'éléments chimiques. 
L'alchimie de l'Antiquité est également d'une manière d’exprimer la nature mystique du monde et était souvent combinée aux études philosophiques, religieuses ou astronomiques. Cette vision de la pratique alchimique antique a été transmise chez les savants byzantins, pour qui la pratique scientifique relève plutôt de la préservation et de l'étude des grands écrits de l'Antiquité, que de nouvelles évolutions. Par exemple, les écrits de philosophes grecs tels Platon, Aristote ou encore Démocrite ont une grande importance dans le domaine scientifique byzantin. 

## Généralités sur l'alchimie byzantine
L'alchimie joue un rôle important dans le travail des scientifiques byzantins[réf. nécessaire], qui occupent souvent aussi des postes ecclésiastiques. L'alchimie représente pour les intellectuels byzantins une sorte de rencontre entre le domaine scientifique et le domaine spirituel. 
L’alchimie dans le monde byzantin ne peut pas être dissociée de la philosophie, de la rhétorique, de l'astronomie, de l'astrologie et des études religieuses. La science byzantine est surtout connue pour avoir partagé les connaissances scientifiques des penseurs de l'Antiquité à d’autres civilisations de leur époque, tels les musulmans, ou à la suite de la chute de Constantinople, aux grands penseurs de la Renaissance italienne. 
Dans ce sens les alchimistes byzantins jouent un rôle clé dans le développement de l'alchimie à travers l'Europe et le Moyen-Orient.

## Textes précurseurs de l’alchimie dans l’Empire byzantin

### Textes duIVesiècle
Deux des premiers textes précurseurs de la pratique alchimique byzantine sont des textes ayant appartenu au marchand Giovanni Anastasi au XVIIIe et XIXe siècle. Ils ont été transmis respectivement au musée de Leyde aux Pays-Bas et à la Kongelige Biblioteket de Stockholm.[réf. nécessaire] Ces deux textes, probablement issus de la tradition scientifique égyptienne et datant du IVe siècle, compilent plusieurs recettes concernant la transformation de l’argent, de l’or, des pierres précieuses et des étoffes. Ils s’inscrivent dans la tradition dite pseudo-Démocrite, issue des idées matérialistes du philosophe grec Démocrite. 
Ces textes sont l’un des premiers exemples concrets de recettes alchimiques ayant atteint le monde byzantin et précèdent d'autres textes fondateurs pour les travaux alchimiques de Byzance, ceux de l’alchimiste gréco-égyptien Zozisme de Panoplie.  

### Zozisme de Panoplie
Les travaux de Zozisme de Panoplie vont encore plus loin, en établissant un rapport entre la transmutation des métaux et la pratique religieuse. Les travaux de Zozisme s’éloignent aussi de ces simples recettes pour décrire des procédés chimiques beaucoup plus complexes. Selon les écrits de Zozisme, toutes les matières sont composées d’un corps (soma) et d’une partie volatile (pneuma), attribuable à son esprit. La pratique alchimique serait essentiellement un procédé cherchant à utiliser le feu, soit par les techniques de distillation ou de sublimation, pour séparer l’esprit du corps. Ce concept aura une grande influence sur les philosophes byzantins et arabes des siècles suivants, et Zozisme peut être considéré comme le premier grand philosophe de la tradition byzantine. 

## Étienne d'Alexandrie et l’École d’Alexandrie
Le début du VIIe siècle voit l’émergence sur le plan alchimique d’un cercle de penseurs alexandrins, communément appelé l'École d'Alexandrie, où Académie philosophique d'Alexandrie. On retrouve dans cette école plusieurs grands penseurs dont notamment Étienne d'Alexandrie, aussi appelé Stéphanos d’Alexandrie, un alchimiste, mathématicien, philosophe et astronome. Étienne d'Alexandrie sera l'un des premiers penseurs alexandrins à exporter ses idées dans le monde byzantin, à la suite d'une invitation à la cour de l'empereur Héraclius, autour de l'an 610. 
Étienne d’Alexandrie et ses compatriotes tels Olympiodore l'Alchimiste, Synésios de Cyrène ou encore Énée de Gaza se consacrent à l’étude des travaux d’alchimie et de philosophie grecs, romains et égyptiens. On attribue notamment à Synésios un commentaire sur les écrits pseudo-Démocrite datant de 389, et à Olympiodore un commentaire sur les travaux de Zozisme. Étienne d’Alexandrie offrira pour sa part plusieurs commentaires sur les travaux de Platon et d’Aristote, mais aussi un traité mystique sur la transformation des métaux en or. Commentant sur les travaux d’alchimies grecs, il affirme que :

« Le sage parle par énigmes autant que faire se peut… Les fourneaux matériels, les instruments de verre, les flacons de toute sorte, alambics, kérotakis [plaque de métal posée sur un récipient contenant des charbons ardents, pour fondre la cire, condenser les vapeurs], ceux qui s'attachent à ces vains objets succombent sous ce fastidieux fardeau. »

Pour lui, l’alchimie relève donc plutôt du mystique que de la science, se dissociant donc de l'aspect matériel de l'alchimie qu'il définit comme « l’étude méthodique de la création du monde par le verbe ».  
Ses travaux se composent donc de révisions de concepts atomiques de l’époque antique, comme le modèle stoïcien selon lequel l’esprit serait composé d’air et de feu et aurait la capacité de pénétrer chaque élément du monde et de le gouverner.  
L’aspect spirituel fait partie intégrante du travail d'Étienne d'Alexandrie et illustre le lien très fort qui unit les sciences comme l'alchimie à la profession ecclésiastique dans l'Empire byzantin. En effet, les congrégations religieuses et les monastères sont des hauts lieux de science byzantine et les enseignements à l'université de Constantinople sont la plupart du temps donnés par des hommes de religion.  
Étienne d'Alexandrie n'est pas officiellement un ecclésiastique, mais plusieurs[réf. nécessaire] mentionnent l'importance de sa ferveur chrétienne dans ses travaux. Le roi Héraclius aurait invité Étienne d’Alexandrie peu après son avènement vers 610, et Étienne y aurait enseigné la philosophie et l’alchimie pendant plusieurs années. Le rôle de l'empereur Héraclius dans le développement d'un véritable domaine alchimique chez les penseurs byzantins est mal défini, mais certains affirment que la recherche de la pierre philosophale était devenue pour lui une obsession. La capacité de transformer les métaux en métaux précieux est d'un grand attrait pour les souverains et les sociétés de l'époque, même si les alchimistes, comme Étienne d'Alexandrie, semblent se dissocier de l'aspect matériel de cette pratique.  
Un élève d'Étienne d'Alexandrie, du nom de Marianos ou Morienus, aurait introduit l’alchimie dans le monde musulman en y initiant le prince Khalid ibn Yazid vers 675. Les princes musulmans ont vite été attirés par les promesses de cette science occulte et s'y sont intéressés de très près au cours des siècles suivants.  

## Michel Psellos

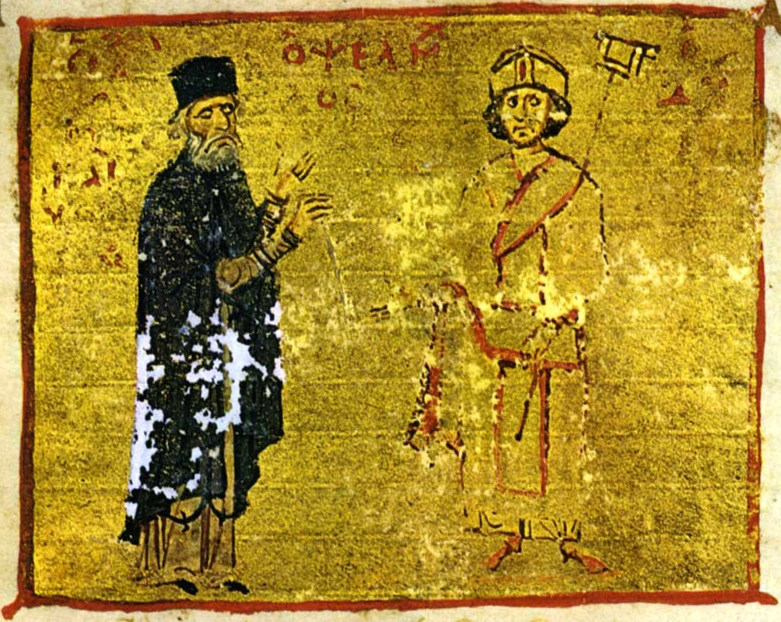
Michel Psellos (à gauche), avec son étudiant, l'empereur Michel VII Doukas.

Après la mort de l'empereur Héraclius, les cercles d’intellectuels de Constantinople voient leurs travaux être contestés par l'Église. De ce fait, les études et les écrits byzantins connaissent un grand déclin dans les siècles suivant les années 600.  
La pratique scientifique est bannie du territoire byzantin pendant quelques siècles avant d’être rétablie durant le règne de l’empereur Constantin VII, dit le Porphyrogénète (944 – 959). L’une des figures principales de l’érudition byzantine, et celui qui ramènera la pratique scientifique à l’avant-plan est le scientifique Michel Psellos (1018 – 1078).  
Michel Psellos est l'un des personnages les plus influents de l'histoire scientifique byzantine et on lui attribue la restauration de la renommée des institutions scientifiques telle l'université de Constantinople, qui avait connu un grand déclin depuis la fin du règne de l'empereur Héraclius.  
Dès l'âge de 25 ans, Psellos affirme posséder tous les savoirs du monde. Il s'affiche très vite comme un orateur hors pair et devient un professeur renommé et respecté, si bien qu'il est invité par l'empereur Constantin IX Monomaque à faire carrière dans la chancellerie impériale. Psellos a donc un rôle très important dans l'administration de l'empire.  
Durant son règne, l'empereur Constantin Monomaque milite pour la restauration de l’importance de la culture dans la société byzantine, et offre une tribune à des intellectuels comme Psellos et leurs enseignements. Il semblerait que Psellos ait pris cette occasion pour redonner une légitimité au domaine alchimique, notamment avec ses écrits Épitre Sur La Chrysopée, et dans une lettre adressée au patriarche Michael I Cerularius intitulée Comment Faire De L’Or. Cette lettre avance que la transmutation des métaux serait un processus tout à fait naturel et présente une série de recettes permettant la transformation de différents métaux en or. Toutefois, selon l’historien Joseph Bidez qui a publié les écrits de Psellos en 1928, Psellos ne possédait que des connaissances inexactes des procédés alchimiques.  
Malgré cela, Michel Psellos a eu un impact sur l’évolution de la culture byzantine, et la restauration de l’alchimie comme sujet d'étude au même niveau que la philosophie et la rhétorique.

## La transmission des concepts alchimiques vers l’Occident
Si par la suite l’alchimie devient surtout l'affaire des Arabes, puis des grands alchimistes européens comme Nicolas Flamel, l’alchimie byzantine continue d'influer sur sa pratique, notamment au travers des écrits du scientifique catalan Arnold de Villanova, dont les écrits auraient émergé en Italie du Sud au XIVe siècle. Ses traductions d’œuvres alchimiques provenant de l’Empire byzantin auraient influencé la pratique des penseurs humanistes de la Renaissance. 
La chute de Constantinople en 1492 aurait aussi entraîné un exode de penseurs et de prêtres qui possédaient des manuscrits contenant des processus alchimiques encore inconnus de l’Occident.